# 山内逸三
山内 逸三（やまうち いつぞう、1908年5月3日 - 1992年）は、岐阜県土岐郡笠原町（現多治見市）出身の窯業技術者。日本最大のモザイクタイル産地である笠原町におけるモザイクタイルの先駆者である。

## 経歴

### 勉学
1908年（明治41年）5月3日に岐阜県土岐郡笠原町（現多治見市）窯区に生まれ、笠原尋常高等小学校（現多治見市立笠原小学校）を卒業した。1924年（大正13年）3月に土岐窯業学校（現岐阜県立多治見工業高等学校）を卒業すると、15歳で京都市立陶磁器講習所（後の国立陶磁器試験所）に伝習生として入所し、近代窯業やタイルの製造技術を学んだ。京都市立陶磁器講習所では陶芸家の宇野仁松に注目され、試験所の試作品を焼成する工場に雇われた。同時に京都市立専修学校素描科に入学し、また三条英語学校でも学んでいるほか、1927年（昭和2年）には関西絵画学校に入学した。

### 帰郷後

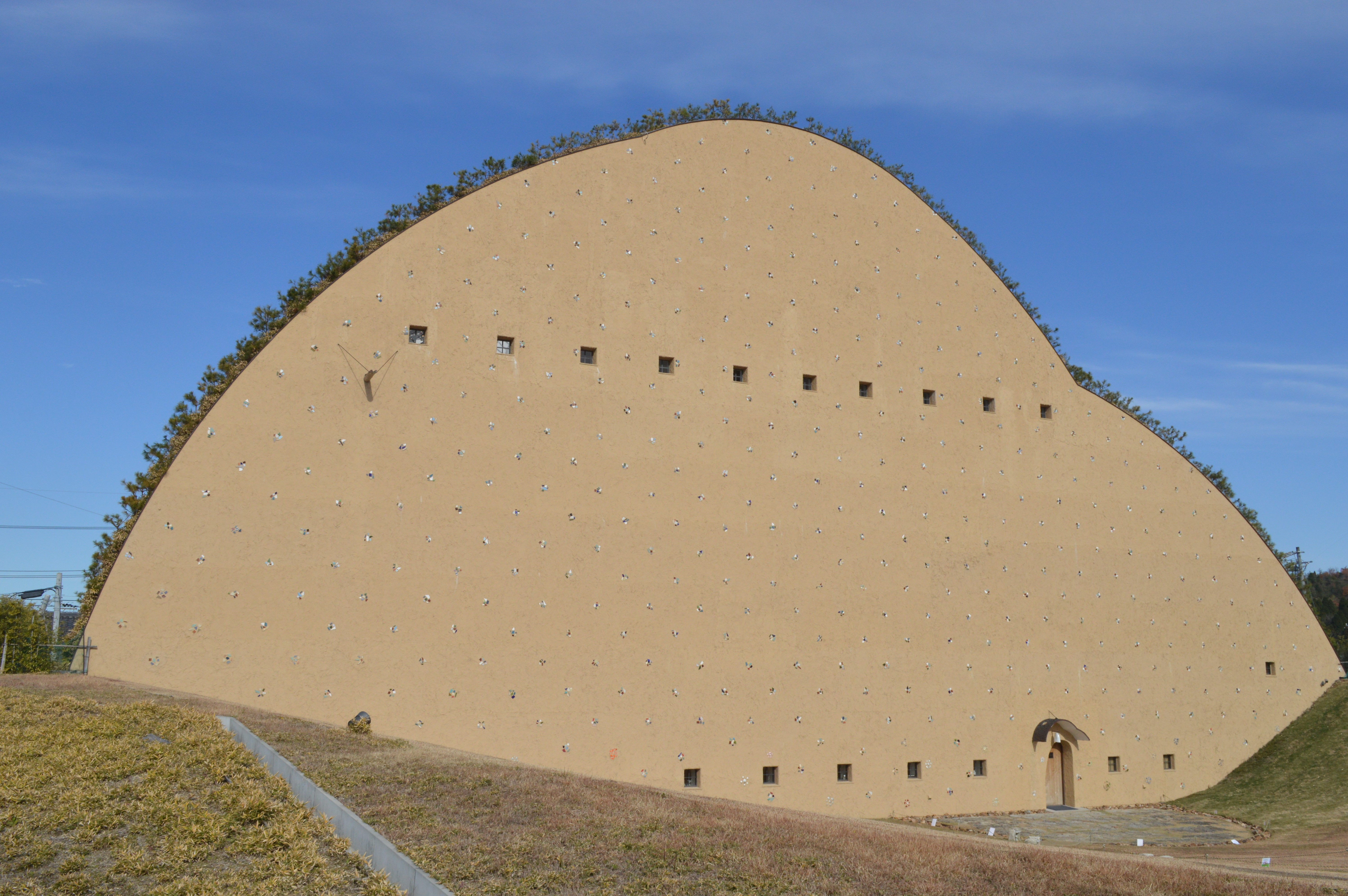
山内の功績を取り上げている多治見市モザイクタイルミュージアム

21歳だった1929年（昭和4年）に郷里の笠原町に戻り、岐阜県陶磁器試験場（現・岐阜県セラミックス研究所）に短期間だけ勤務した。山内製陶所を設立して製陶を行いながら、石膏型を用いた装飾タイルや吐水口など彫刻的な作品を製作した。
山内は施釉モザイクタイルに着目し、誰も目を付けていなかった磁器質の施釉モザイクタイルの研究を開始。1930年（昭和5年）には磁器質の施釉モザイクタイルの開発の成功し、1935年（昭和10年）頃には実用量産化（機械化・自動化）に成功した。地元の同業者にもその技術を教えたことで、笠原町は日本国内最大のモザイクタイル産地となった。1952年（昭和27年）から4年間は笠原町議会議員を務めた。
タイルに釉薬を施して焼成を行うことで、モザイクタイルは耐久性や耐水性に優れた製品となり、戦後には浴室・トイレ・洗面所・台所などに多く使用されるようになった。笠原町産のモザイクタイルは外国へも輸出され、主にアメリカ合衆国・カナダ・ヨーロッパ・オーストラリアに輸出された。1984年（昭和59年）における日本のタイル輸出額は242億円であり、うち半分はモザイクタイルだった。名古屋港からの輸出品として自動車が台頭するまでは、モザイクタイルが同港からの主要な輸出品の一つであった。

### 晩年
1977年（昭和52年）11月15日には黄綬褒章を受章した。1992年（平成4年）に死去した。2016年（平成28年）に笠原町に開館した多治見市モザイクタイルミュージアムでは山内の功績も取り上げられている。2016年（平成28年）には笠原町の清昌寺に山内の遺作である丸タイル作品が寄贈された。